# Сингх, Ниту
Ниту Сингх Капур (хинди नीतू सिंह, англ. Neetu Singh; настоящее имя — Сония Сингх; род. 8 июля 1958) — индийская киноактриса. Начала сниматься в кино с восьми лет и приняла участие в порядка 60 фильмов.

## Биография
Родилась в семье сикхов Даршана Сингха и Раджи Каур. В детстве посещала танцевальную школу Виджаянтималы, которая и пригласила её сняться в кино. 22 января 1980 года в возрасте 21 года вышла замуж за актёра Риши Капура, с которым она встречалась с 14 лет. Имеет двоих детей: дочь — Ридхиму (род. 15.09.1980) и сына — Ранбира (род. 28.09.1982), который тоже стал актёром.

## Кинокарьера
Впервые появилась на экранах в фильме «Принцесса и разбойник» в эпизодической роли сводной сестры героя Раджендры Кумара. А следующий фильм Do Kaliyan, индийская адаптация «Ловушки для родителей» принёс ей успех и дал надежду на карьеру актрисы. В этом фильме, под псевдонимом Бэби Сония, она исполнила двойную роль сестёр-близнецов, пытающихся помирить родителей, которых играли Мала Синха и Бисваджит. Интересно, что с Малой Сингхой они вновь встретились на съёмочной площадке, когда спустя пять лет Ниту впервые получила главную роль в фильме Rikshawala. Однако в прокате он успешным не был. Но уже следующий фильм «Найти друг друга», в котором Ниту сыграла эпизодическую роль, удостоился звания хита, и её танцевальный номер привлёк внимание публики, что позволило вернуться к главным ролям. Её партнёрами по фильмам были ведущие актёры того времени, в том числе её будущий муж Риши Капур, вместе с которым она появилась в 11 фильмах. Наиболее успешными в её фильмографии стали «Исчезновение», «Любовь — это жизнь», «Амар, Акбар, Антони», «В тени прошлого». В 1980 была номинирована на Filmfare Award за лучшую женскую роль второго плана в фильме «Черный камень».
Ниту оставила кинобизнес на пике карьеры. Многие связывали это с тем, что Капуры запрещали женщинам из своей семьи сниматься в кино. Однако Ниту утверждала, что это был её собственный выбор. По её словам она работала начиная с пяти лет и после замужества решила отдохнуть и посвятить время детям. Через 26 лет она вернулась в кинематограф, сыграв небольшую роль в «Любовь вчера и сегодня», а затем ещё в нескольких фильмах.

## Фильмография
| Год  |   | Русское название       | Оригинальное название       | Роль                           |
| ---- | - | ---------------------- | --------------------------- | ------------------------------ |
| 2013 | ф | Бесстыжий              | Besharam                    | Бульбуль Чаутала               |
| 2013 | ф | 26 грабителей          | Special Chabbis             | жена Васим Хана                |
| 2012 | ф | Пока я жив             | Jab Tak Hai Jaan            | мать Миры                      |
| 2009 | ф | Любовь вчера и сегодня | Love Aaj Kal                | Харлин Каур (в зрелые годы)    |
| 1983 | ф | Материнское горе       | Ganga Meri Maa              | ...                            |
| 1982 | ф | Добро и зло            | Teesri Aankh                | Ниша Мальхотра                 |
| 1982 | ф | Воровка                | Chorni                      | Дипа                           |
| 1981 | ф | Крепкая дружба         | Yaarana                     | Комал                          |
| 1980 | ф | Choron Ki Baaraat      | Choron Ki Baaraat           | Анжу                           |
| 1980 | ф | Пылающий поезд         | The Burning Train           | Мадху                          |
| 1980 | ф | Вызов                  | Chunaoti                    | Рошни                          |
| 1980 | ф | Жажда богатства        | Dhan Daulat                 | Шанти                          |
| 1979 | ф | Судьба в твоих руках   | Duniya Meri Jeb Mein        | Нита                           |
| 1979 | ф | Черный камень          | Kaala Patthar               | Шанно, продавец драгоценностей |
| 1979 | ф | Неведомый враг         | Jaani Dushman               | Гаури                          |
| 1979 | ф | Такой лжец             | Jhoota Kahin Ka             | Анита Верма / Шитал Кханна     |
| 1979 | ф | Большая игра           | The Great Gambler           | Мала                           |
| 1978 | ф | Развод                 | Priyatama                   | Долли                          |
| 1978 | ф | Муж, жена и...         | Pati Patni Aur Woh          | певица                         |
| 1978 | ф | Клятвы и обещания      | Kasme Vaade                 | Нита                           |
| 1978 | ф | Хиралал и Панналал     | Heeralal Pannalal           | Нилам                          |
| 1977 | ф | Воспитание             | Parvarish                   | Ниту                           |
| 1977 | ф | В тени прошлого        | Doosara Aadmi               | Тимси                          |
| 1977 | ф | Амар, Акбар, Антони    | Amar Akbar Anthony          | доктор Салма Али               |
| 1977 | ф | Что теперь будет       | Ab Kya Hoga                 | Читралекха                     |
| 1977 | ф | Вечная сказка любви    | Dharam Veer                 | Рупа                           |
| 1976 | ф | Рам и Шанкар           | Shankar Dada                | Рупа Верма                     |
| 1976 | ф | Любовь – это жизнь     | Kabhi Kabhie - Love Is Life | Пинки Капур                    |
| 1976 | ф | Достойно уйти          | Sharafat Chod Di Maine      | ...                            |
| 1976 | ф | Bhala Manus            | Bhala Manus                 | ...                            |
| 1976 | ф | Правосудие             | Aadalat                     | Гита Верма                     |
| 1976 | ф | Великий аферист        | Maha Chor                   | Ниту                           |
| 1975 | ф | Исчезновение           | Rafoo Chakkar               | Риту                           |
| 1975 | ф | Трагическое совпадение | Khel Khel Mein              | Ниша                           |
| 1975 | ф | Стена                  | Deewaar                     | Лина Наранг                    |
| 1974 | ф | Порочный змей          | Zehreela Insaan             | Margaret                       |
| 1974 | ф | Сознание               | Hawas                       | Ниту Сингх                     |
| 1973 | ф | Найти друг друга       | Yaadon Ki Baaraat           | танцовщица                     |
| 1970 | ф | Святой грешник         | Pavitra Paapi               | Видия                          |
| 1969 | ф | Вера                   | Waris                       | Мунни                          |
| 1968 | ф | Do Kaliyaan            | Do Kaliyaan                 | Ганга / Джамуна                |
| 1967 | ф | Миллион рупий          | Dus Lakh                    | Рупа                           |
| 1966 | ф | Принцесса и разбойник  | Suraj                       | Гита Сингх в детстве           |